# Glacier de l'Académie des sciences
Le glacier de l'Académie des sciences (en russe : ледник Академии наук) est une calotte glaciaire sur l'île Komsomolets dans l'archipel de la terre du Nord en Russie.
Cette calotte glaciaire est la plus grande de l'archipel et constitue également la plus grande formation glaciaire unique de Russie.